# Nikolaos Ventouras
Nikolaos Ventouras (31 agosto 1899 – 1º aprile 1990) è stato un incisore greco.

## Biografia
Figlio di Giorgio Ventouras, nacque a Corfù il 31 agosto del 1899 da una nobile famiglia di origine veneta che si era stabilita sull'isola intorno al 1730. Antenati della famiglia Ventura la scrittrice Isabella Teotochi Albrizzi e Giovanni Capodistria. Aveva un fratello, si sposò due volte e dal secondo matrimonio ebbe una figlia che gli dette un nipote.
Come lui stesso riferisce nelle sue memorie, redatte nel 1981, "già dalle prime classi delle elementari ho imparato l’arte del disegno".
Studiò chimica industriale nel 1916 ad Atene, presso la Accademia industriale e commerciale privata "Roussopoulou", senza tuttavia esercitare mai la professione. Non ha frequentato alcuna accademia d'arte, ma si è formato da autodidatta.
Negli anni ’20 prestò il servizio militare sulla nave HMS Ramillies.
Appassionato di fotografia, la praticò con una Rolleiflex: delle sue foto erano state selezionate dalla rivista National Geographic e tra i suoi oggetti personali sono rimaste molte fotografie sia su carta che su vetro. Amava inoltre i viaggi, le moto e le biciclette. Nel 1923, dal 16 marzo al 5 maggio, con un gruppo di ciclisti, intraprese un viaggio che da Brindisi lo portò fino a Vienna.

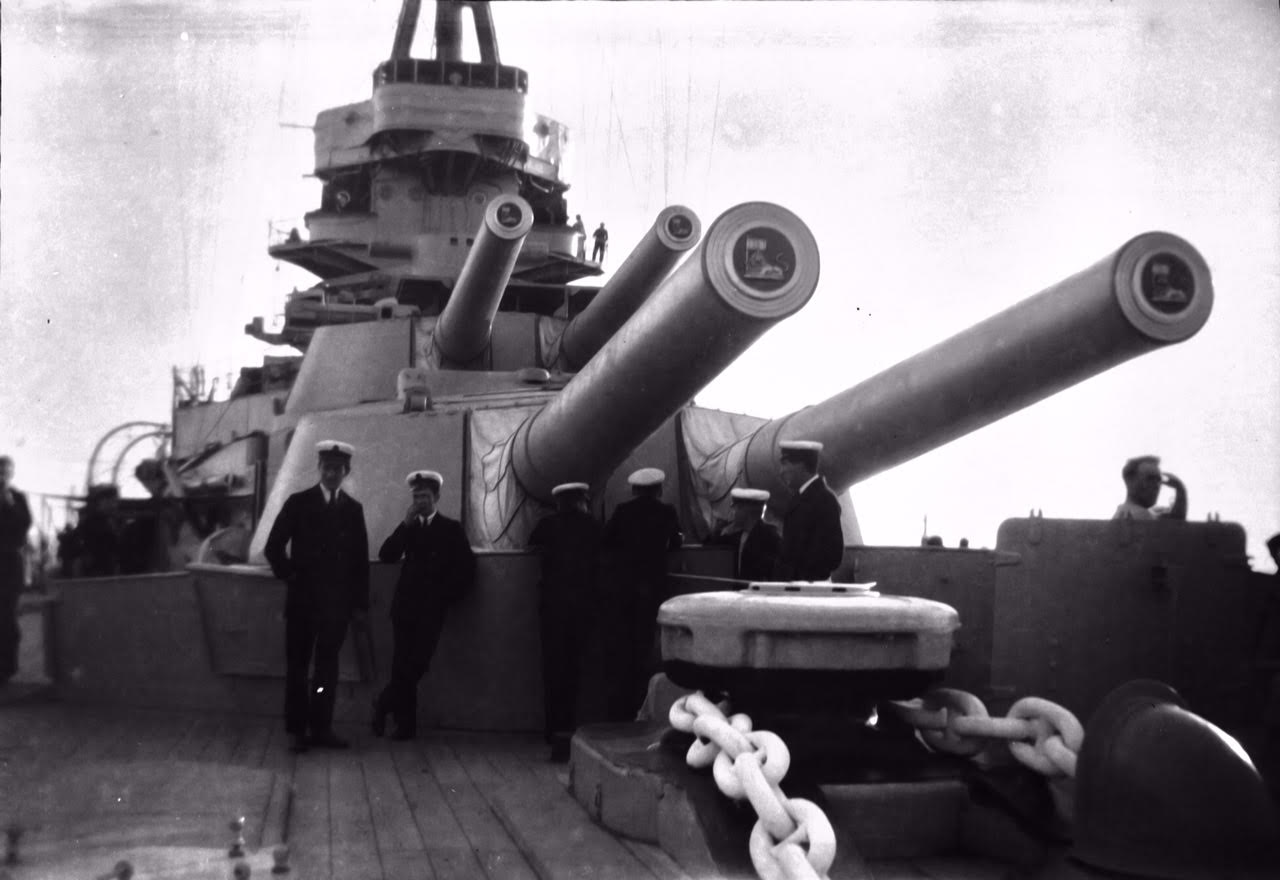
HMS Ramillies, foto di Nikolaos Ventouras
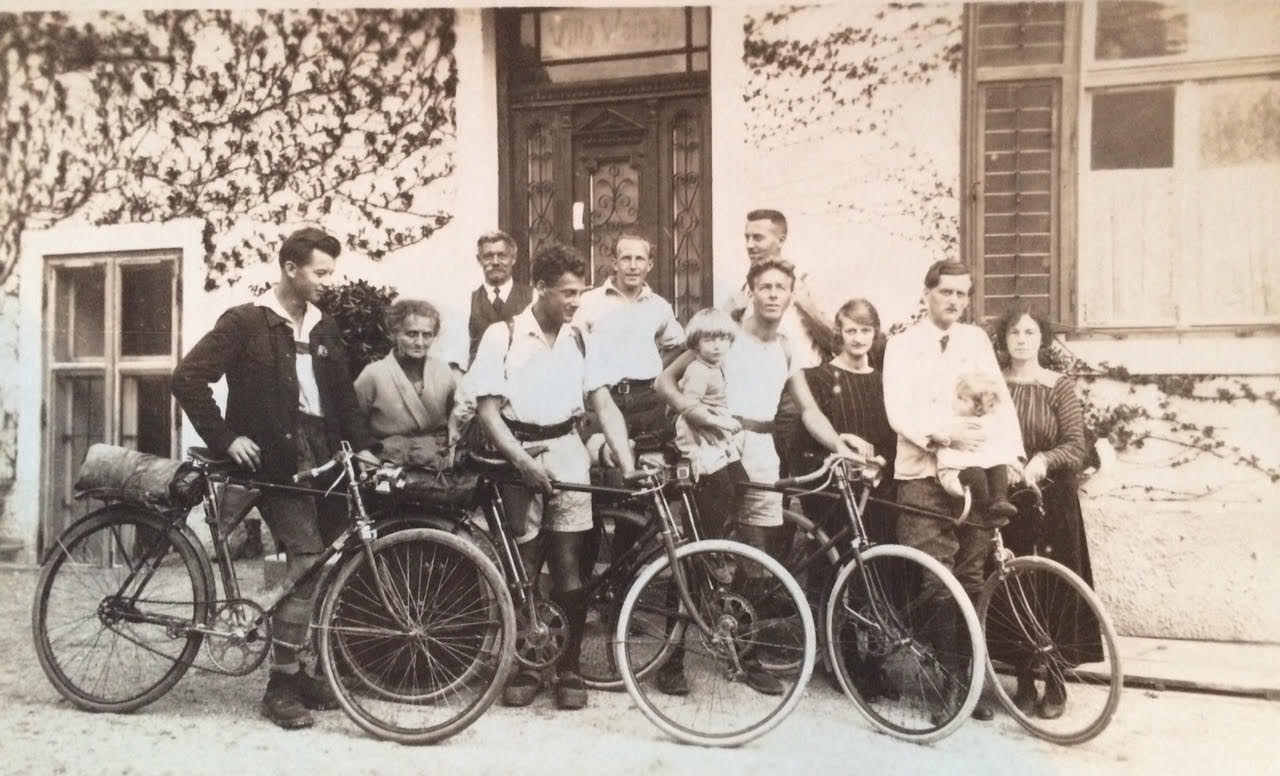
Viaggio ciclistico da Brindisi a Vienna
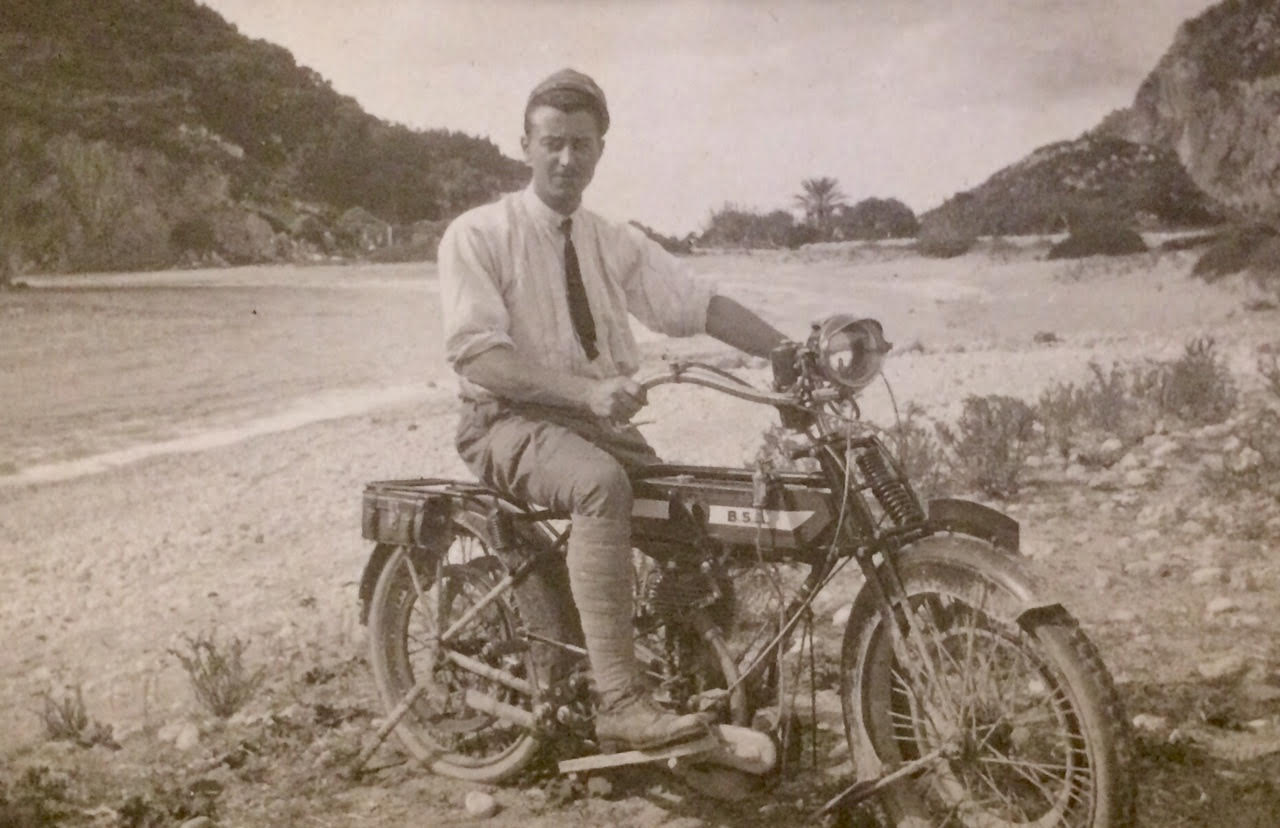
Nikolaos Ventouras sulla sua motocicletta
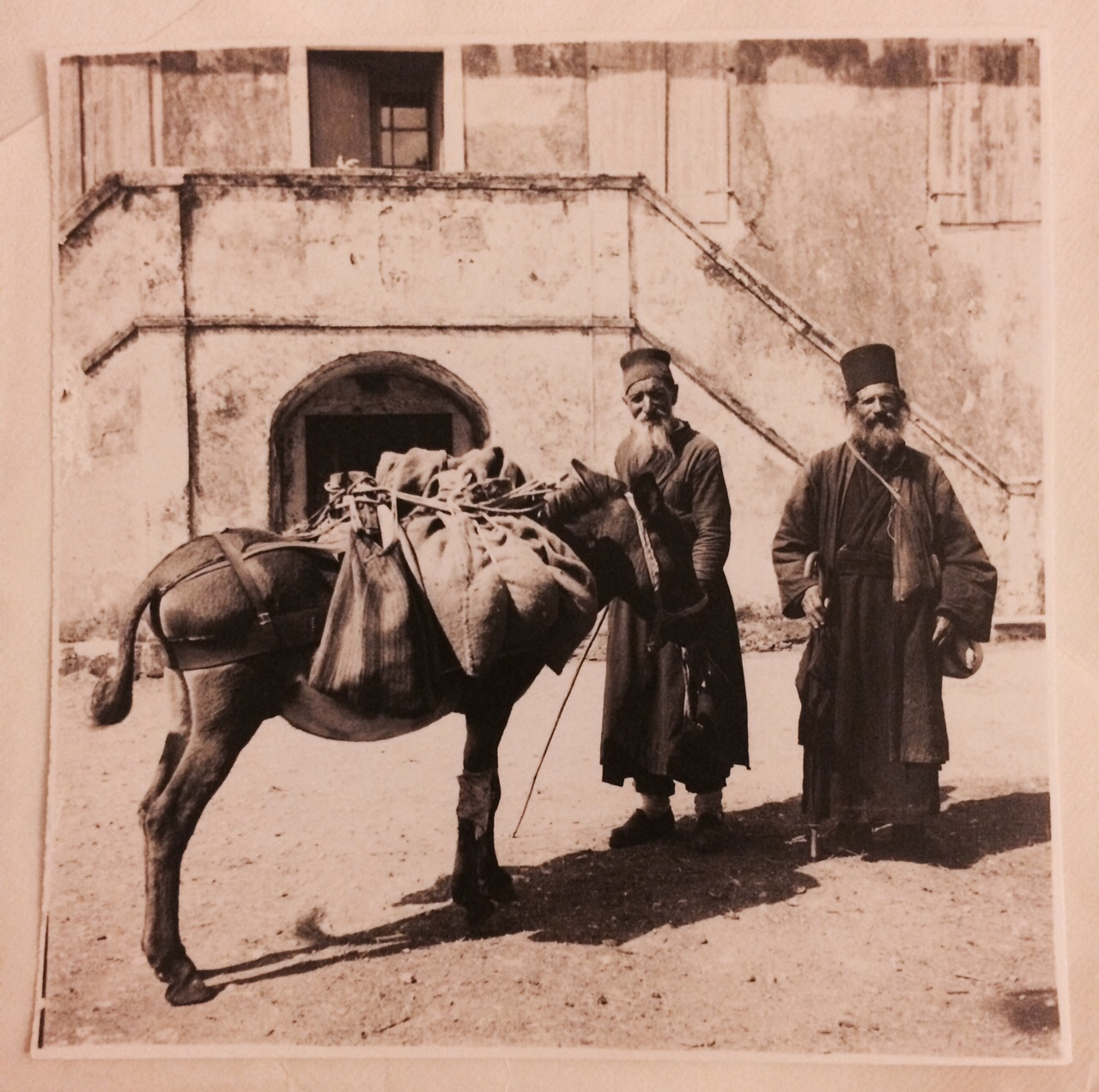
Fotografia di Nikolaos Ventouras del 1932 pubblicata dal National Geographic

## Arte

### Formazione
Dal 1931 al 1937 prese lezioni di acquerello dal corcirese Angelo Giallinà. Nel 1932 iniziò ad occuparsi di incisione, ossia di xilografia, litografia e calcografia, quest'ultima tecnica relativamente nuova, ideata dal tedesco Alois Senefelder, sulla quale concentrò i propri interessi. Nelle sue memorie riferisce di essere “autodidatta, tranne che per la xilografia, tecnica che mi è stata insegnata” in quanto seguì alcune lezioni nel 1937. La sua evoluzione nell’arte dell’incisione fu per lo più personale mentre si avvalse di diverse varianti delle tecniche note. Nei suoi lavori troviamo vernici molli, acquerelli, oli, xilografie, calcografie, litografie e litografie su zinco, stampe su tessuto, fotoincisioni, monotipi. Le sue creazioni sono state utilizzate per ex libris, libri, riviste, francobolli, biglietti di auguri, ecc.
I suoi studi in chimica lo aiutarono a sperimentare materiali e tempi di corrosione riuscendo così a riprodurre con precisione l'immagine scelta. Grazie alla sua dedizione e ai progressi ottenuti, oggi è considerato un pioniere nel campo dell’incisione.
.
Dicono di lui che "se non fosse già stata scoperta l'arte dell'incisione, di sicuro l’avrebbe scoperta Ventura."

### Temi e tecniche
Trasse ispirazione principalmente dalla tradizione locale di Corfù, focalizzandosi sulla vita cittadina del piccolo capoluogo isolano, su paesaggi rurali e sulle imbarcazioni, limitando la figura umana a ruoli complementari. Altri temi, ma in misura minore, possono essere considerati i paesaggi, le costellazioni, le processioni, le rappresentazioni religiose e le composizioni astratte. Utilizzava i colori per trasmettere in ogni opera il necessario sentimento. Molte delle sue opere sono caratterizzate da variazioni di colore. Allo stesso tempo utilizzava tecniche figurative degli artisti europei suoi contemporanei con elementi espressionisti, surrealisti e cubisti che si riflettono nelle sue opere.
Con tratti apparentemente rapidi che danno dinamicità alle sue opere, conferisce loro un carattere astratto che le differenzia dagli standard convenzionali dell’epoca il che collega la sua arte dell’incisione alle tendenze moderniste dell’arte greca. Le sue opere rivelano un atteggiamento particolarmente modernista per il suo tempo in quanto gli elementi strutturali delle composizioni figurative si staccano dallo stimolo visivo iniziale incorporando nello stesso tempo l'espressione personale. Egli usa un linguaggio espressionista, che non si distingue però per la sua brutalità, ma piuttosto per il suo carattere poetico.
Era molto meticoloso, teneva appunti dettagliati su ogni sua opera ed aveva un laboratorio estremamente organizzato. Teneva nota delle emozioni che era intenzionato ad immortalare, del tempo necessario per completare un’opera, della tecnica utilizzata, dei materiali. Poteva intervenire nuovamente su un’opera anche dopo molto tempo, addirittura dopo anni, annotandone l’evoluzione. Le materie prime erano accuratamente registrate. In particolare della carta annotava il peso, il tipo, la data di acquisto, la provenienza poiché tutto ciò influenzava il risultato della stampa. I colori erano sempre puliti e li miscelava da solo per ottenere il risultato desiderato.

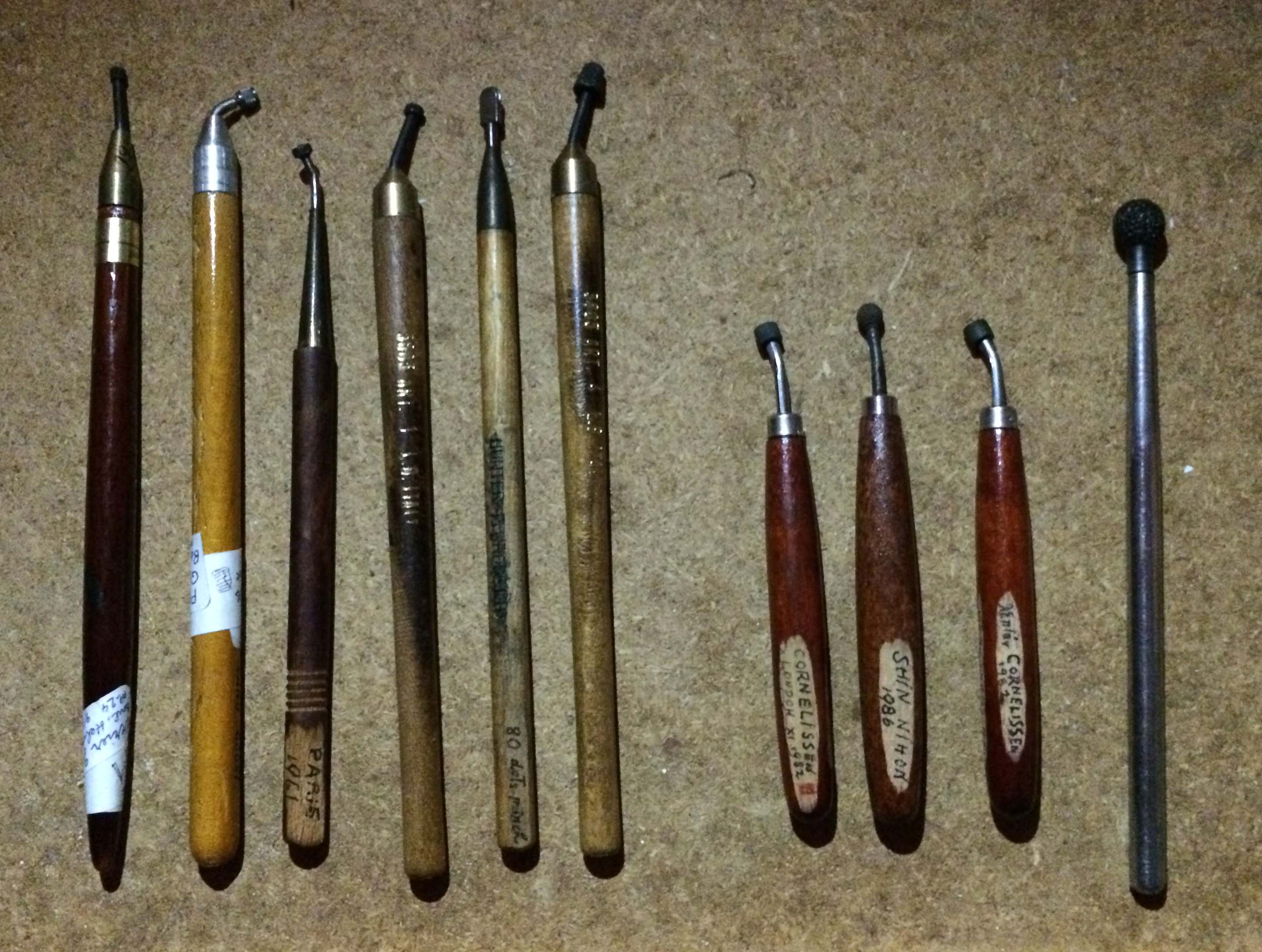
Alcuni degli strumenti di incisione di Nikolaos Ventouras
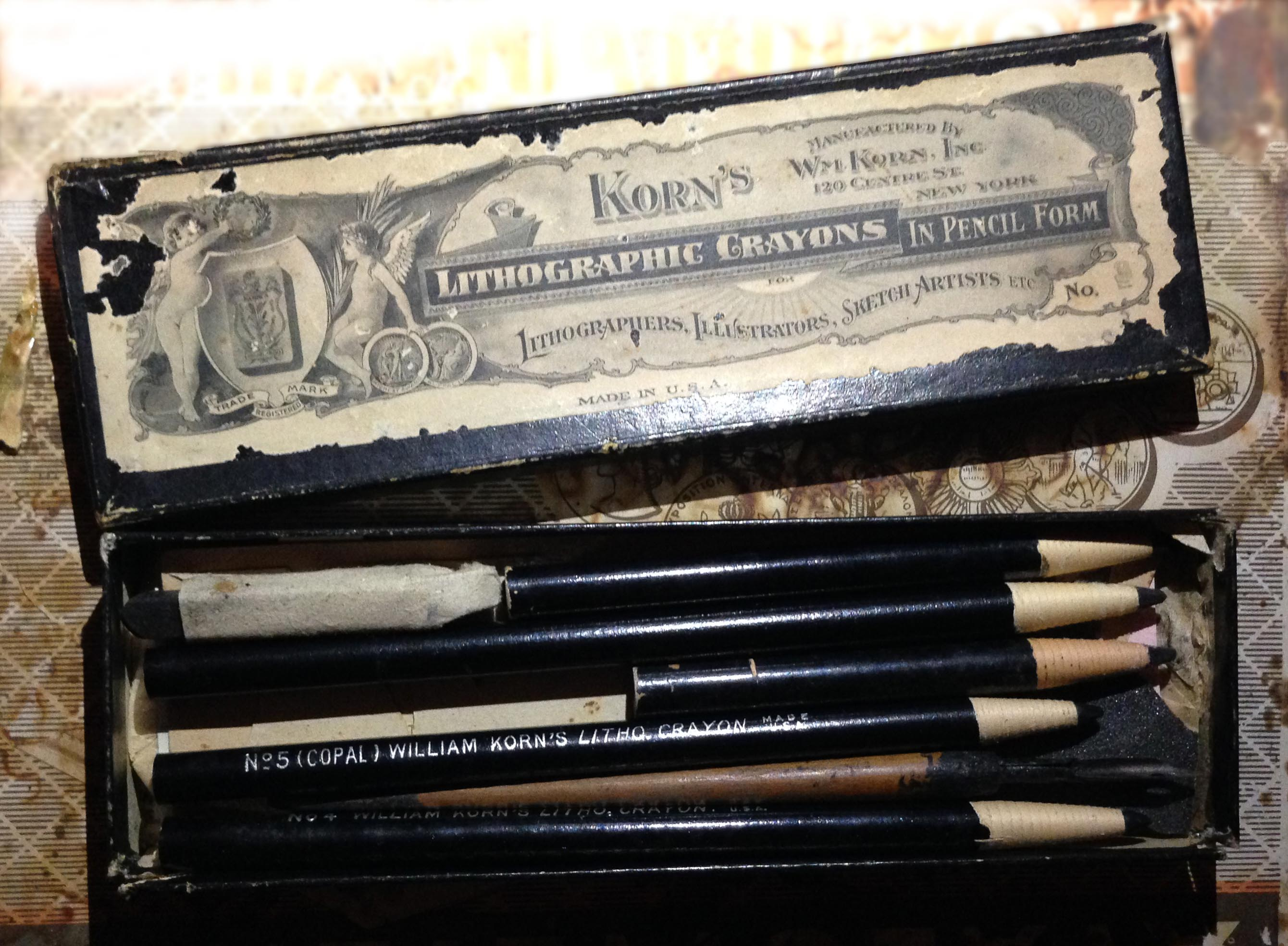
Matite per litografia
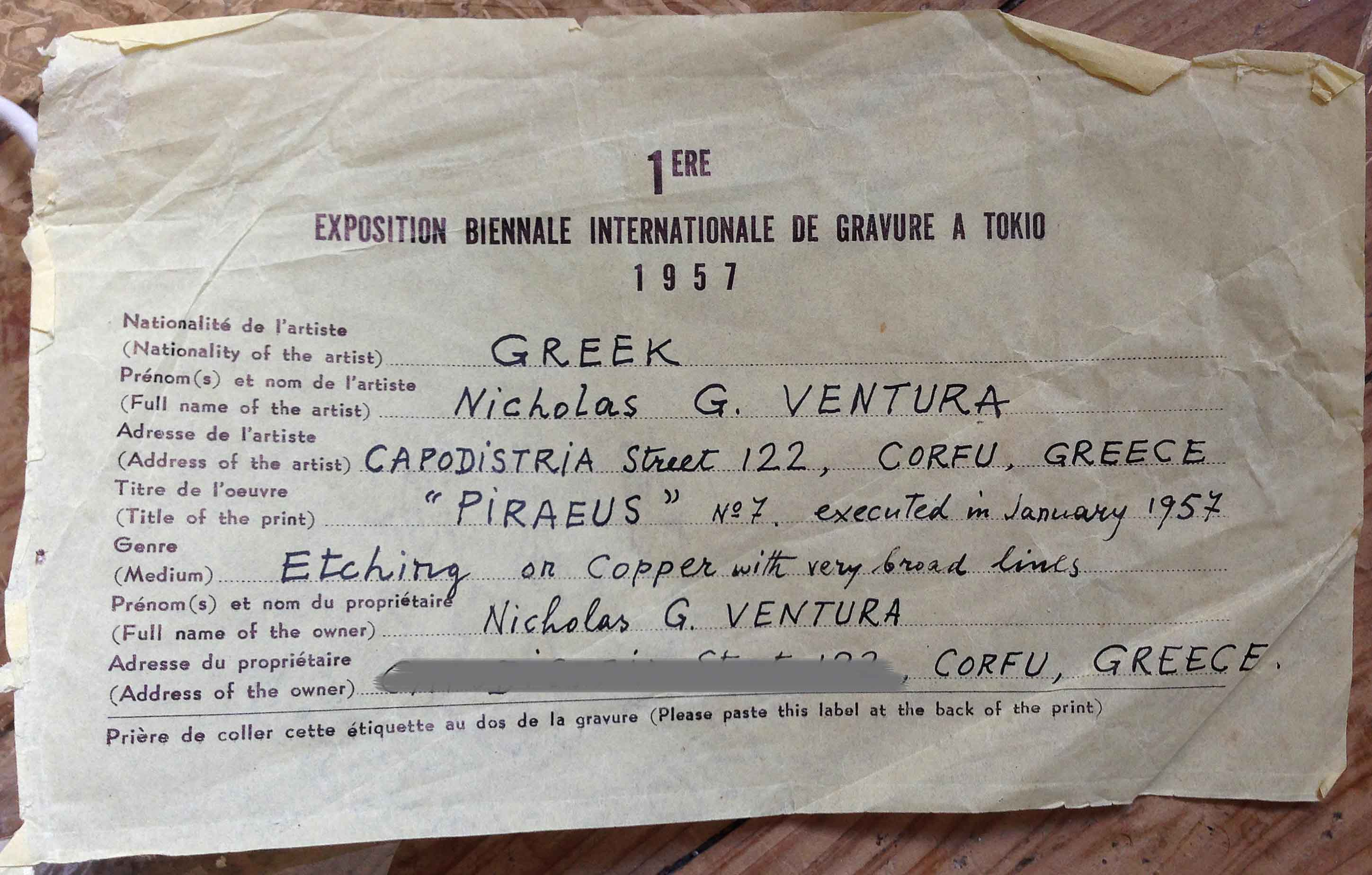
Documento che accompagnava la stampa di un'incisione esposta nella Biennale di Tokyo del 1957
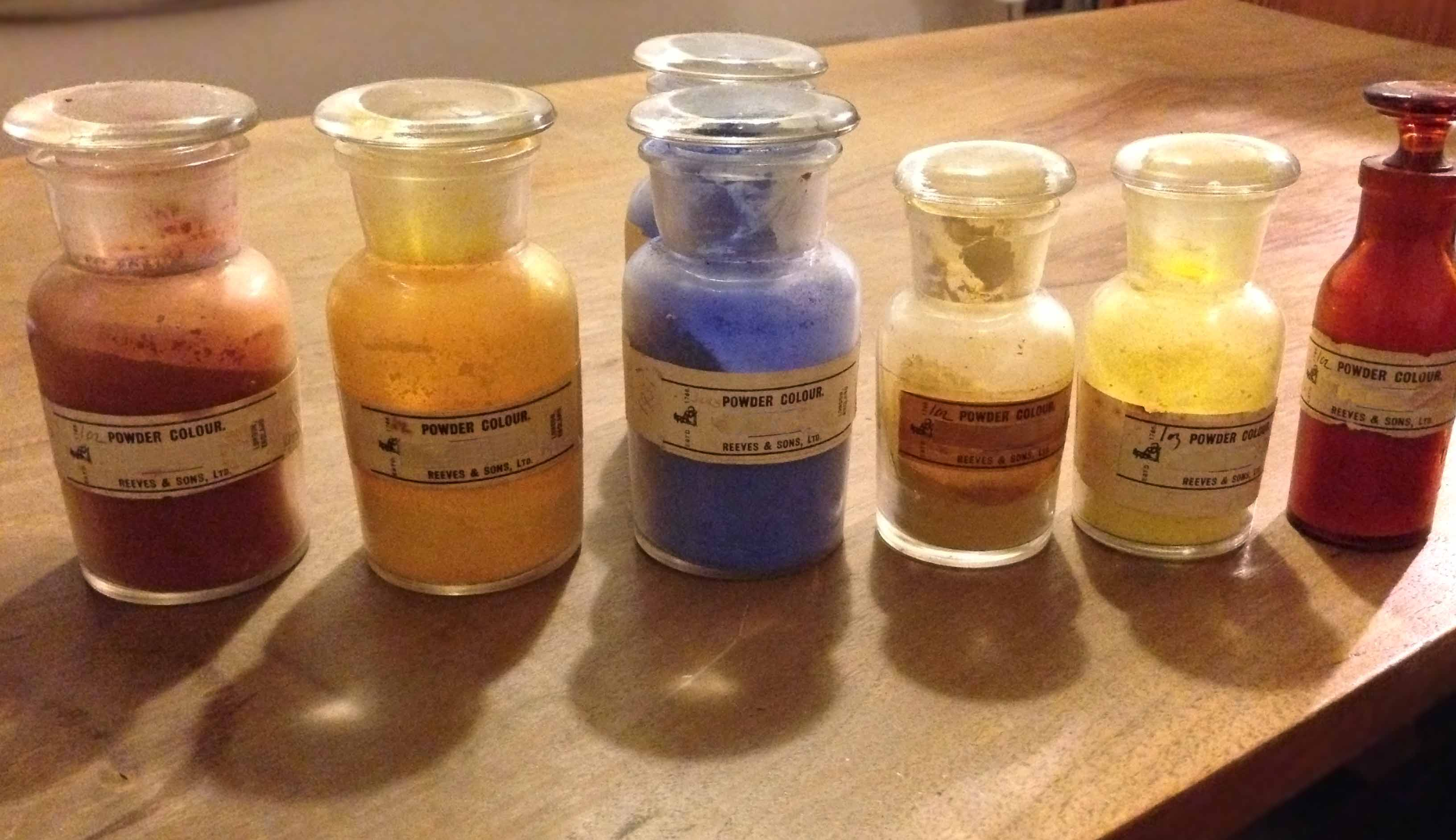
Selezione di colori utilizzati da Nikolaos Ventouras
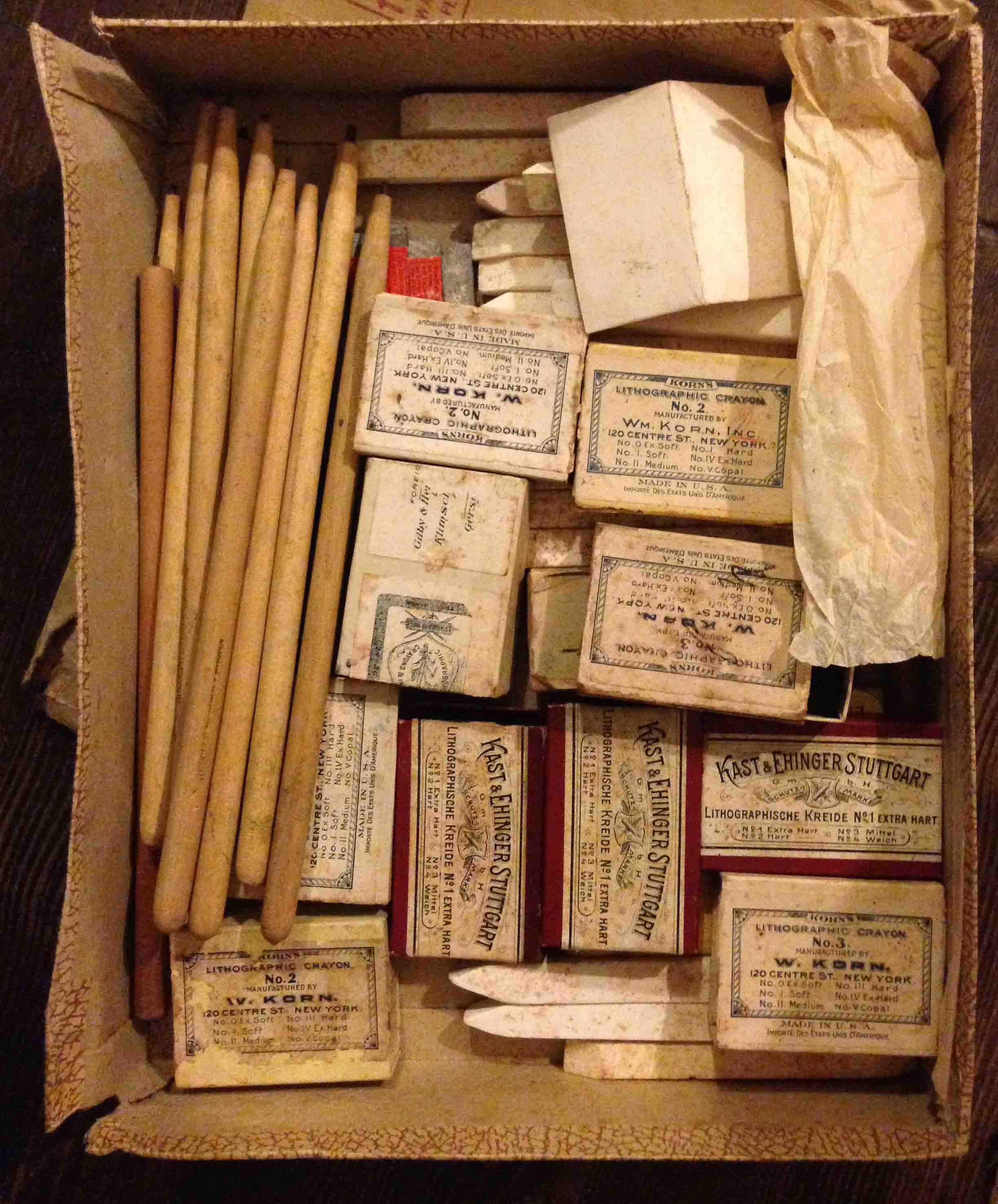
Strumenti di Nikolaos Ventouras
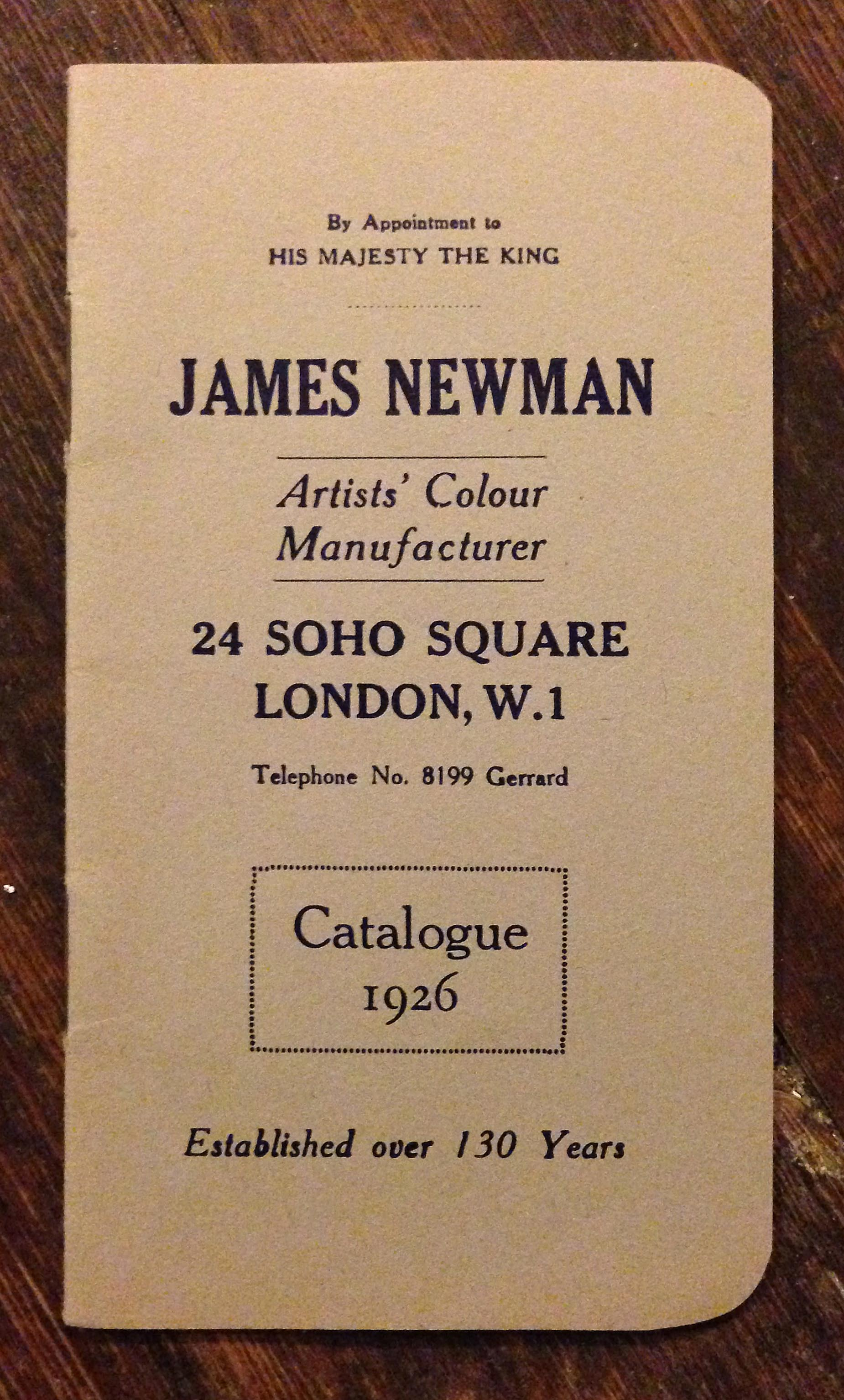
Manifattura di colori di James Newman Artists, Londra, 1926
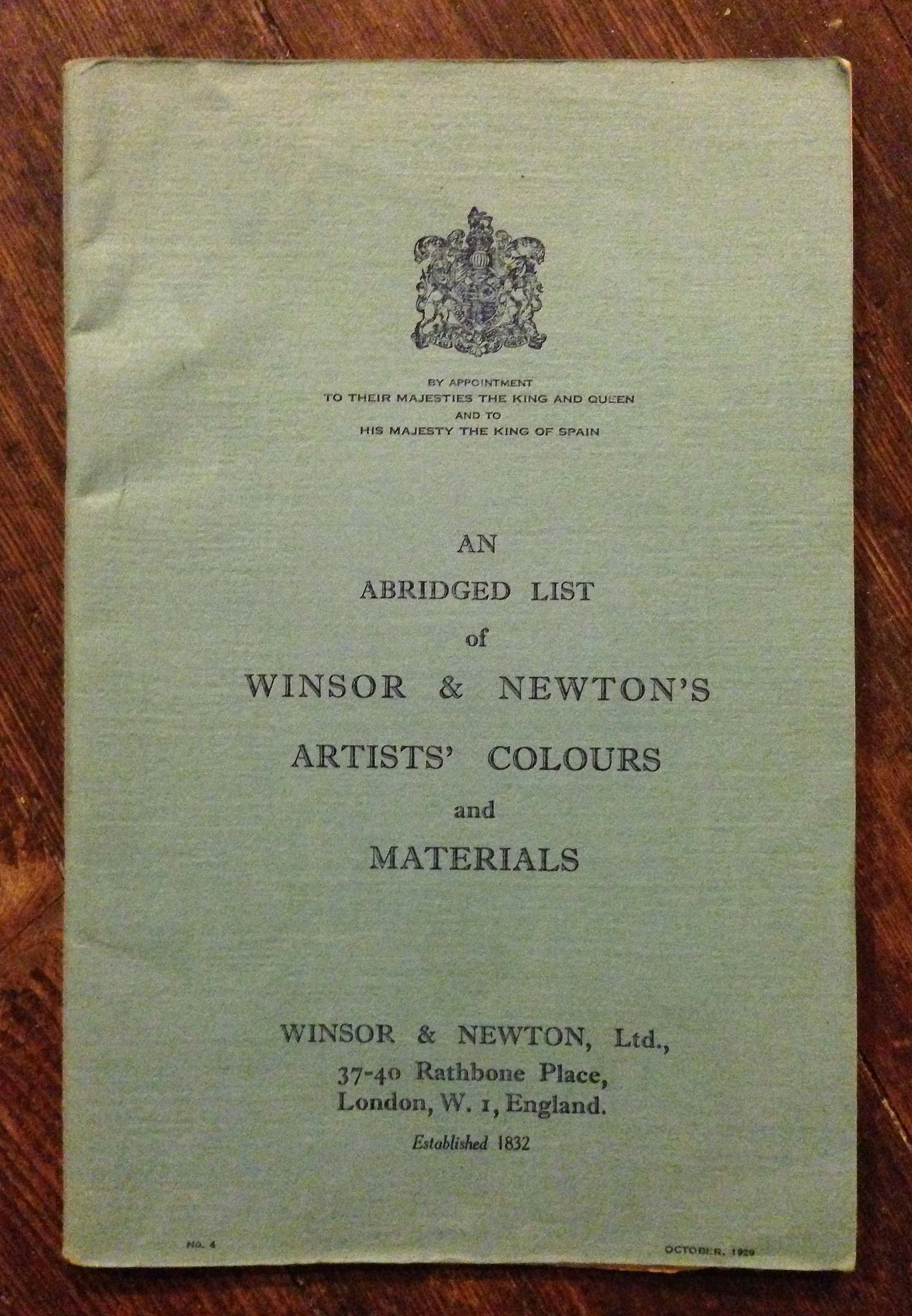
Colori e materiali di Windsor & Newton's Artists, Londra 1929

La perfezione e la meticolosità che lo caratterizzavano permettevano a Nicola Ventura di produrre la stessa opera in diverse dimensioni con gli stessi dettagli. Riusciva inoltre a stampare le sue incisioni senza che si vedessero i segni della pressione e anche al contrario.
Era molto severo con se stesso e usava assegnare un voto ai suoi lavori che andava da pessimo a ottimo.

### Evoluzione stilistica
Nelle sue prime opere fino al 1937, traccia paesaggi tranquilli e luminosi di Corfù e Venezia.
Durante gli anni dell’occupazione e subito dopo la guerra, 1945-1948, un'ansia angosciante inonda le sue opere, copre l'intera superficie con rovine, distruzione e prospettive distorte che rivelano il nuovo clima psicologico in cui vive, caratterizzando così questo periodo come espressionista.
Negli anni 1949-1950 la trasformazione: pochi tratti, rigorosamente calcolati che esprimono serenità e tranquillità, con opere piene di luce.
Dal 1955 con la serie del “Pireo” entra nelle sue opere un nuovo elemento, una ridondanza di forme intrecciate fra loro che in seguito, piano piano, si semplificano. Si contraddistinguono, per esempio, carcasse di navi, ciminiere, argani, quanto basta a suggerire l’idea di un porto animato. Linee e macchie di colore arricchiscono le tonalità.
Manolis Chatzidakis, in una conferenza tenuta nel 1963 presso l’Istituto tecnologico di Atene riferisce: "[...] In parole povere, diremmo che dalle opere di Ventouras si sprigiona un nuovo senso lirico del mondo reso in modo disciplinato con leggi che impongono la disciplina.

### Opere
Nel 1928 illustrò l’etnografia di Kostantinos Theotokis, Vita e morte di Karavelas, usando inchiostro di china. L'illustrazione fu acquistata dall'editore Vasiliou e furono preparate le relative matrici di stampa, ma il progetto non poté essere portato a termine a causa della morte dell’editore. Nel 1961 il figlio di Vasiliou pubblicò l'opera con solo con alcune delle illustrazioni di Ventouras, in quanto non furono ritrovate tutte le matrici di stampa.
Le illustrazioni recavano la firma di N. G. Viròs (lo pseudonimo scelto allora dall'artista).
Collaborò con altri importanti artisti greci di cui fu anche amico, come Nikos Chatzikyriakos - Gkikas, Spyros Alamanos ed Eleni Vakalò.
Presentò per la prima volta le sue opere ad Atene, all'Esposizione panellenica d'arte del 1948 e da allora fino al 1969 fu sempre presente alle Esposizioni panelleniche d'arte di Atene.
Prese parte a mostre personali e collettive, anche all'estero, come per la Biennale di San Paolo (1955, 1957), la Biennale di Alessandria (1957), la Biennale di Venezia (1964). La sua prima mostra personale fu presentata nel 1963 presso l'Istituto tecnologico di Atene. Una mostra retrospettiva della sua opera è stata allestita un anno dopo la sua morte nel 1991 ad Atene (Galleria d'arte Yakinthos).
Benché si sia cimentato con tutti i tipi di incisione, la calcografia domina nella maggior parte delle sue opere.
Sue opere sono presenti presso:
- Pinacoteca nazionale e museo Alexandros Soutzos di Atene[3]
- Alpha Bank[4]
- Pinacoteca comunale di Corfù[5]
- Gruppo societario Iraklis[6]

- British Museum
- Museum of Modern Greek Art (Art Gallery)
- University of Oregon
- Museo Benaki (Pinacoteca Chatzikyriakou Gkikas)[senza fonte]

### Mostre personali
- 1963, Istituto tecnologico di Atene
- 1981, Pinacoteca Zygòs, Atene
- 1986, Galleria d'arte Yakinthos, Kifisià
- 1991, Galleria d'arte Yakinthos, Kifisià
- 2016, Pinacoteca comunale di Corfù[7]
- 2016, Instituto Italiano di Cultura, Atene
- 2017, Benaki